# Graham County (Kansas)
Graham County is een county in de Amerikaanse staat Kansas.
De county heeft een landoppervlakte van 2.327 km² en telt 2.946 inwoners (volkstelling 2000). De hoofdplaats is Hill City.